# Prasinocyma bifimbriata
Prasinocyma bifimbriata là một loài bướm đêm trong họ Geometridae.